# Nello Aprile
Natale Aprile, detto Nello (Catania, 25 dicembre 1914 – 28 settembre 2012), è stato un architetto e saggista italiano.
Valente matematico, è noto per la progettazione del Mausoleo delle Fosse Ardeatine, ma anche come autore di testi di geometria e matematica per le scuole medie e superiori.

## Biografia
Figlio di Giorgio Natale, dopo gli studi classici si laurea a Roma in Architettura nel 1940, a 25 anni. 
Nel 1940 ancora laureando svolge attività di tirocinio professionale nello studio di Marcello Piacentini, impegnato in quel periodo nella ridefinizione di Via della Conciliazione, ed è testimone diretto delle demolizioni per la realizzazione della nuova strada. A scopo di studio elabora un progetto per salvare dalla demolizione l'abitazione in cui visse Raffaello Sanzio, dalla cui pittura si sentiva irresistibilmente attratto. 
Oltre a frequentare la facoltà di architettura, frequenta per cinque anni anche i corsi di disegno e pittura presso l'Accademia di Francia e l'Accademia di San Luca. Interrotto dalla guerra, il lavoro artistico venne ripreso più tardi, approfondendo l'aspetto teorico e scientifico delle discipline artistiche e della loro didattica. Tra le sue opere pittoriche, numerosi paesaggi realizzati con i pastelli, carboncini e dipinti ad olio. 
Nel 1945 con M. Fiorentino, C. Calcaprina, Aldo Cardelli e lo scultore Francesco Coccia, partecipa alla prima fase del concorso bandito per la realizzazione del monumento ai 335 trucidati da Kappler e Priebke durante l'eccidio delle Fosse Ardeatine con il progetto "Risorgere". L'anno successivo la seconda fase lo vede vincitore "ex aequo" con il gruppo U.G.A. di Giuseppe Perugini e Mirko Basaldella. Ha realizzato con Fiorentino, Perugini, Cardelli, Coccia e Basaldella scultori il Mausoleo delle Fosse Ardeatine a Roma, inaugurato il 24 marzo 1949 a 5 anni dall'eccidio.
Ha progettato per conto della gestione INA-Casa molti interventi tra cui quello di via Mazzini (ex via Barletta) a San Ferdinando di Puglia e quello di Is Mirrionis. 
Tutta la sua vita professionale ed intellettuale è stata ispirata ai principi filosofici dell'antroposofia steineriana. 
È stato docente di scuole superiori artistiche e poi universitario a Roma nel 1954-1955 e successivamente a Napoli fino al 1963. È stato docente ordinario alla facoltà di architettura "La Sapienza" a Roma dal 1974 al 1985, saggista, pittore e divulgatore. 
È morto il 28 settembre 2012 all'età di 97 anni. 

## Opere letterarie e di architettura
- MAUSOLEO DELLE FOSSE ARDEATINE
- INTERVENTI INA CASA A CAGLIARI ( Quartiere Is Mirrionis ) e INA CASA di Via Mazzini a San Ferdinando di Puglia ( BT )
- Immagini del mondo geometrico e naturale, manuale di geometria descrittiva e proiettiva in due volumi per le scuole superiori SEI 1941
- Una prospettiva per l'architettura ed tipografia Consorzio Roma 1953
- Rudolf Steiner: la guida spirituale del 20.mo secolo 1980
- Tesori da Salvare - Cristianesimo in Polonia e nelle antiche chiese in legno 1992
- Il segreto della scuola di Atene di Raffaello 1993
- L'uomo fra bene e male : considerazioni alla luce della moderna scienza dello spirito , tradotto anche in Polacco con il titolo CZLOWIEK POMIEDZY DABREM I ZLEM - 1992- 1998
- Castel del Monte - Una dimora di Federico II - testo di un seminario in due giornate 20-21 settembre 2004
- Uomo e universo nell'antica Alchimia 2012 (scritto non ultimato a causa del suo decesso)